# Paolo Martinelli
Paolo Martinelli, O.F.M. Cap. né le 22 octobre 1958 à Milan en Lombardie, est un prélat catholique italien qui est vicaire apostolique d'Arabie méridionale depuis 2022. Il est membre de l'Ordre des Frères Mineurs Capucins.

## Jeunesse
Paolo Martinelli est né à Milan, capitale provinciale et siège de l'archevêché, le 22 octobre 1958. Dans sa jeunesse, il fréquente les paroisses de Santa Maria di Lourdes et de la Sainte Trinité.

### Formation et ministère sacerdotaux
Après avoir obtenu un diplôme en agriculture, il entre le 25 septembre 1978 dans la province de San Carlo en Lombardie de l'ordre des Frères Mineurs Capucins. Le 8 septembre 1980, il fait sa profession simple de vœux, tandis que le 23 décembre 1984 il fait sa profession perpétuelle à Cerro Maggiore.
Paolo Martinelli effectue ses études de théologie à Milan, à l'École théologique Saint-François d'Assise, rattachée à l'Université pontificale Antonianum, de 1980 à 1985.
Il est ordonné prêtre le 7 septembre 1985 par Renato Corti,. Après son ordination, le père Martinelli devient vicaire pastoral de la Fondation de l'Institut de la Sainte Famille (it) à Cesano Boscone. De 1988 à 1993, il fréquente l'Université pontificale grégorienne de Rome, où il obtient une licence en théologie fondamentale en 1990, puis un doctorat en théologie avec une thèse sur la pensée de Hans Urs von Balthasar en 1993,.
Paolo Martinelli est spécialisé en théologie spirituelle. Il anime des séminaires et des cours à la faculté de théologie de l'Université pontificale grégorienne à partir de 1992. En 2003, il est nommé professeur associé à l'Institut franciscain de spiritualité, dont il devient le doyen de 2004 à 2014. En 2010, il devient également professeur titulaire de théologie des états de vie à l'Université pontificale Antonianum. Depuis 2006, il est également consulteur (canoniste commis pour donner son avis sur des questions de foi et de discipline) de la Congrégation pour les Instituts de vie consacrée et les Sociétés de vie apostolique. 
Depuis 2002, il est membre du Conseil de présidence de la Conférence italienne des Supérieurs majeurs. Il a participé aux assemblées générales du Synode des évêques en 2005, 2008, 2010 et 2012. Depuis 2006, il est consultant auprès du dicastère pour les instituts de vie consacrée et les sociétés de vie apostolique, et depuis 2009, consultant auprès du Secrétariat du Synode des évêques. Depuis 2012, il est consultant auprès de la Congrégation pour la doctrine de la foi.
Paolo Martinelli est professeur invité à l'Institut de théologie de la vie consacrée « Claretianum » de l'Université pontificale du Latran.

## Ministère épiscopal

### Évêque auxiliaire de Milan
Le 24 mai 2014, le pape François nomme Martinelli évêque auxiliaire de l'archidiocèse métropolitain de Milan et évêque titulaire de Musti-en-Numidie (de). Paolo Martinelli est ordonné évêque en la basilique-cathédrale métropolitaine de la Nativité-Sainte-Marie le 28 juin 2014, tout comme les évêques Franco Agnesi et Pierantonio Tremolada, par Angelo Scola avec comme co-consécrateurs Dionigi Tettamanzi et Mario Delpini (qui deviendra plus tard l'archevêque de Milan). 
Au cours de la même célébration, Paolo Martinelli reçoit le bâton pastoral de l'évêque capucin Luigi Padovese, qui lui a été accordé par son ordre religieux comme héritage spirituel de son ami, tué en Turquie quatre ans plus tôt. Il choisit « Gloria Dei Vivens Homo » (La gloire de Dieu est l'homme pleinement vivant) comme devise épiscopale.
Le 21 septembre suivant, le cardinal Scola le nomme vicaire épiscopal pour la vie consacrée masculine, les instituts séculiers et les nouvelles formes de vie consacrée. Le 1er octobre 2020, Mario Delpini le nomme vicaire épiscopal pour la vie consacrée masculine et féminine et pour la pastorale scolaire.
Paolo Martinelli occupe également les fonctions de délégué à la vie consacrée et de délégué à la pastorale des soins de santé auprès de la Conférence épiscopale de Lombardie. Au sein de la Conférence épiscopale italienne, il est membre de la Commission épiscopale pour la liturgie de 2015 à 2021. Le 26 mai 2021, il est élu président de la Commission épiscopale pour le clergé et la vie consacrée au sein de cette conférence épiscopale italienne, ainsi que président de la Commission mixte des évêques, des religieux et des instituts séculiers.

### Vicaire apostolique d'Arabie méridionale
Le 1er mai 2022, Paolo Martinelli est nommé vicaire apostolique d'Arabie méridionale par le pape François,, succédant ainsi à Paul Hinder, démissionnaire pour avoir atteint la limite d'âge,. Le 2 juillet 2022, il prend possession du vicariat, dans la cathédrale Saint-Joseph d'Abou Dabi aux Émirats arabes unis, auprès de laquelle il réside, dans la résidence épiscopale.

## Généalogie épiscopale
La généalogie épiscopale de Paolo Martinelli est la suivante :
- Cardinal Scipione Rebiba
- Cardinal Giulio Antonio Santori
- Cardinal Girolamo Bernerio, O.P.
- Archevêque Galeazzo Sanvitale
- Cardinal Ludovico Ludovisi
- Cardinal Luigi Caetani
- Cardinal Ulderico Carpegna
- Cardinal Paluzzo Paluzzi Altieri degli Albertoni
- Pape Benoît XIII
- Pape Benoît XIV
- Pape Clément XIII
- Cardinal Marcantonio Colonna
- Cardinal Giacinto Sigismondo Gerdil, B.
- Cardinal Giulio Maria della Somaglia
- Cardinal Carlo Odescalchi, S.I.
- Cardinal Costantino Patrizi Naro
- Cardinal Lucido Maria Parocchi
- Pape Pie X
- Pape Benoît XV
- Pape Pie XII
- Cardinal Eugène Tisserant
- Cardinal Bernardin Gantin
- Cardinal Angelo Scola
- Évêque Paolo Martinelli, O.F.M. Cap.

## Œuvres
Paolo Martinelli est l'auteur et l'éditeur de plusieurs ouvrages et collabore aux revues Communio, Laurentianum, Religiosi in Italia et Italia Francescana pour des articles sur la théologie spirituelle et les différentes vocations dans l'Église,,,.

### Liste partielles des œuvres

#### Livres
- (it) Paolo Martinelli, Vita nuova in Cristo risorto. Parola, gesto e canto per celebrare la Pasqua, Éditions Paoline, 1990 (ISBN 88-315-0232-8)
- (it) Paolo Martinelli, La morte di Cristo come rivelazione dell'amore trinitario. Nella teologia di Hans Urs von Balthasar, Jaca Book, 1996 (ISBN 88-16-30301-8, lire en ligne)
- (it) Paolo Martinelli, La testimonianza. Verità di Dio e libertà dell'uomo, Milan, Edizioni Paoline, 2002 (ISBN 88-315-2403-8, lire en ligne)
- (it) Paolo Martinelli, Riconoscere l'amore. San Francesco d'Assisi e la fede, Assise, Edizioni Porziuncola, 2006 (ISBN 88-270-0563-3)
- (it) Paolo Martinelli, L'umiltà di Dio. Eucaristia: mistero di una presenza, Assise, Edizioni Porziuncola, 2011 (ISBN 9788827009383)
- (it) Paolo Martinelli, Dammi fede diritta. Con Francesco d’Assisi per ricominciare a credere, Assise, Edizioni Porziuncola, 2012 (ISBN 9788827010082)
- (it) Paolo Martinelli, Francesco d'Assisi e la misericordia, Bologne, Éditions Dehoniane, 2015 (ISBN 978-88-10-51353-8)

#### Articles
- (it) Paolo Martinelli, « L'amore non è solo un sentimento nuovo ma anche una nuova intelligenza di tutta la realtà », Zenit,‎ 15 septembre 2013 (lire en ligne, consulté le 10 mai 2015)
- (it) Paolo Martinelli, « Minorità e ministeri fraterni » [PDF], sur fraticappuccini.it, 2005 (consulté le 10 mai 2015)
- (it) Paolo Martinelli, « Teologia spirituale e formazione » [PDF], sur fraticappuccini.it, 2005 (consulté le 10 mai 2015)
- (it) Paolo Martinelli, « La forma eucaristica dell'esistenza cristiana » [PDF], sur fraticappuccini.it, 2006 (consulté le 10 mai 2015)
- (it) Paolo Martinelli, « Testimoni di Gesù risorto, speranza del mondo » [PDF], sur fraticappuccini.it, 2006 (consulté le 10 mai 2015)
- (it) Paolo Martinelli, « Testimoni di Gesù risorto, vita affettiva e consacrazione » [PDF], sur fraticappuccini.it, 2007 (consulté le 10 mai 2015)
- (it) Paolo Martinelli, « La Parola e la carne » [PDF], sur fraticappuccini.it, 2008 (consulté le 10 mai 2015)
- Paolo Martinelli, « Restituire alla fede cristiana piena cittadinanza » [PDF], sur fraticappuccini.it, 2008 (consulté le 10 mai 2015)
- Paolo Martinelli, « San Francesco e la fede. Attualità di una esperienza cristiana » [PDF], sur fraticappuccini.it, 2009 (consulté le 10 mai 2015)
- Paolo Martinelli, « Povertà volontaria nell’era della globalizzazione: quale testimonianza dei consacrati? » [PDF], sur fraticappuccini.it, 2010 (consulté le 10 mai 2015)
- Paolo Martinelli, « Allargare gli spazi della libertà » [PDF], sur fraticappuccini.it, 2010 (consulté le 10 mai 2015)
- (it) Paolo Martinelli, « La teologia spirituale dopo Moioli », Teologia, vol. 39,‎ 2014, p. 333-343 (lire en ligne [PDF], consulté le 2 mai 2022)
- (it) Paolo Martinelli, « Sacerdozio e vita consacrata nella Chiesa » [archive] [MP3], sur suoreadoratrici.it, 12 février 2015 (consulté le 10 mai 2015)
- (it) Paolo Martinelli, « Siamo qui con Francesco » [MP3], 6 mai 2015 (consulté le 20 juillet 2015)
- (it) Paolo Martinelli, « Veglia di preghiera in memoria dei martiri di oggi » [MP3], 24 mars 2015 (consulté le 20 juillet 2015)
- (it) Paolo Martinelli, « Mistero di una presenza, presenza di un mistero. Attualità e attualizzazioni delle Conversazioni Eucaristiche del beato Francesco Spinelli », Il Pozzo di Giacobbe. Quaderni di Spiritualità, vol. 1,‎ 2009, p. 41-106 (lire en ligne [PDF], consulté le 8 janvier 2018)